# Jacques du Bellay
Pour les autres membres de la famille, voir Famille du Bellay.
Jacques du Bellay († 1580), baron de Thouarcé, sire du Bellay, de la Lande, de Gizeux et d'Avrillé, gouverneur d'Anjou, époux en 1535 d'Antoinette de la Pallu († vers 1551/1555), militaire français

## Biographie
Il est le fils de René Ier du Bellay et de Marquise de Laval. Il est le frère d'Eustache du Bellay, évêque de Paris et doyen commendataire de l'abbaye de Saint-Maur de 1551 à 1563.
Il avait « porté ses premières armes au service du roi François 1er ». Sous le règne suivant, il remplissait à la cour l'office de panetier ordinaire,.
En 1557, il s'était trouvé à la Bataille de Saint-Quentin ; prisonnier de Pierre-Ernest Ier de Mansfeld à la suite de cette journée, il fut détenu au Château de Taunay.
« Au temps du tumulte d'Amboise suscité par ceux de la nouvelle secte qu'on appelle huguenots », Jacques du Bellay « estoit à la cour ». Après l'exécution de quelques-uns des conjurateurs, il fut envoyé en Anjou pour prendre garde aux actions de quelques gentilshommes du pays...
« Il avoit une aversion si grande contre cette nouvelle secte,... qu'il ne voulut jamais en permettre l'existance en aulcune de ses terres, et pour cest effect obtint un arrêt du Parlement de Paris le 15° jour du mois de may 1563, par lequel il lui estoit permis de faire publier en ses terres que ceux de cette nouvelle secte n'eussent à s'y assembler... La royne de Navarre, Jeanne d'Albret, qui demeura quelque temps à Vendosme et à la Flesche en ce temps-là, fit ce qu'elle put pour le tirer à sa cour et en faire son amy, et tascher, sinon de l'ébranler en sa religion, du moins l'engager à ne pas sy exactement prendre garde aux actions de ceulx qu'elle protégeoit, ce qu'elle ne put jamais obtenir ; et luy enfin, lassé des importunitez qu'elle luy faisoit sur ce sujet, prit la résolution de ne la veoir plus, dont elle s'indigna fort contre luy et, pour le contraindre à la veoir, le fit assigner au quatriesme jour du mois d'aoust, l'an 1565, au chasteau de la Flesche, pour luy rendre en personne les fois et hommages qu'il luy debvoit, mais, craignant quelqu'embûche, ne s'y voulut pas trouver et, pour son excuse, se mit au lict et fit le malade et y envoya un procureur avec une attestation de sa maladie qui procédoit d'une blessure qu'il avoit reçue les jours précédents... ». Trincant, Histoire généalogique de la maison du Bellay. »
A cette époque là, Jacques du Bellay servait en qualité d'homme d'armes dans la compagnie d'ordonnance de Jean de Chourses (de), seigneur de Malicorne et se trouva à la Bataille de Dreux, la Bataille de Saint-Denis, la Bataille de Jarnac, à la journée de Loudun et à la Bataille de Moncontour .
« « En considération de ses services assidus, le roy Charles IX luy fit non seulement l'honneur de le faire chevalier de son ordre et luy donner le collier (le maréchal de Vieilleville eut charge de luy donnerl'ordre, ce -qu'il fit à Durtal le 17e du même mois), mais encore le chargea de donner le collier au seigneur de Maillé et au seigneur d'Homme... »
«... En 1573 le Roy, par lettres escriptes à la Fère le 15e jour d'octobre, luy commanda de se transporter par les villes et pays d'Anjou pour entendre les plaintes et doléances de ses sujets, et il reçut pour cet effet une instruction comme il avoit à s'y comporter... ». Jacques du Bellay n'avait en cette circonstance « autre qualité que chevalier de l'ordre et gentilhomme ordinaire de la chambre ; il avait la réputation d'estre un des plus hommes de bien et gentilshommes qui fussent en la province d'Anjou. » Il s'acquitta  de la mission qui lui était confiée ; « un tas de mauvais garnemens qui rôdoient en la province s'estoient retirés et les huguenots avoient cessé leurs petites assemblées. » . « Aussitôt après la mort de Charles IX (mai 1574), les huguenots se préparèrent à la guerre et fomentèrent des désordres; c'est alors que, sur l'invitation du seigneur de Thouarcé, les principaux habitants de la ville d'Angers rendirent une ordonnance pour réprimer ces désordres. Cet acte de fermeté et surtout l'attitude de Jacques du Bellay eurent les meilleurs effets .
Enfin, dès son retour de Pologne , le roi Henri III, par lettres du 14 mars 1575, lui donna la lieutenance générale de la province d'Anjou, au grand contentement et applaudissement des trois estats de cette province. »  « Ce fut lui qui, au mois de juillet suivant, averti par Henri III lui-même de l'entreprise que les huguenots méditaient sur le Château d'Angers où commandait le capitaine Latouche, maintint la place sous l'obéissance du roi après en avoir renforcé la garnison. ». Jacques du Bellay mourut au Château d'Hommes le 20 juillet 1580, et fut porté deux jours après à Gizeux pour y être inhumé.

## Famille
Il avait épousé vers 1537 Antoinette de la Palu, fille aînée et principale héritière d'Olivier, seigneur de la Palu, de Chaudemanche et de la Salle, et de Marguerite d'Angennes. Par cette alliance, il se rattachait à la Mayenne, où il possédait déjà de son chef la terre du Bois-Thibault, car sa femme lui avait apporté en mariage les terres de la Palu en Saint-Mars-sur-Colmont, et de Sougé en Saint-Pierre-sur-Erve. Il se qualifiait du reste seigneur du Bois-Thibault dès 1558, et en 1561, dans la liste des nobles de la province du Maine sujets à l'arrière-ban.
Il avait eu de son union avec Antoinette de la Palu deux fils : 1° René, seigneur de la Lande, qui continua la ligne directe ; 2° Eustache, seigneur de Commequiers, auteur de la branche de la Courbe ; 3° une fille, Jeanne, mariée : 1° à Pierre, seigneur de Thouarcé, gentilhomme ordinaire de la chambre du roi et 2° à François de Vauchin.

## Sources partielles
- Adelstan de Beauchêne, Le Bois-Thibault : , Étude Historique & Archéologique, Laval, – Imprimerie-Librairie Ve A. Goupil, 1912 (lire en ligne).
- Manuscrit du XVIIe siècle « Histoire généalogique de la maison du Bellay, où les vies des plus illustres personnages de cette maison sont rapportées et quelques-uns de leurs portraicts representez en taille doulce » ... ; avec « la pluspart des généalogies des maisons alliées... » et « la veritable histoire du royaulme d'Ivetot..., le tout justifié tant par l'histoire que par chartes... », de Louis Trinquant est présent à la Bibliothèque Sainte-Geneviève, sous la côte Manuscrit 537[11]. Il s'agit d'une des sources principales de toutes les biographies de la famille du Bellay. Une copie de ce manuscrit est disponible à la Médiathèque Toussaint d'Angers, sous la côte Manuscrit 1191[12].